# КВ-122
КВ-122 — советский экспериментальный тяжёлый танк семейства КВ.

## История

### Проект
Данный танк был разработан конструкторским коллективом КБ ЧКЗ во главе с инженером А.С. Шнейдманом и стал одной из последних попыток перевооружения тяжёлого танка семейства КВ. Шнейдман предложил оснастить танк КВ-85 мощным 122-мм орудием и улучшенной силовой установкой. Проект был одобрен весной 1944 года, и новый танк был собран в считанные месяцы, получив обозначение КВ-122.

### Описание
Танк внешне напоминал серийный КВ-85. Корпус представлял жёсткую сварную коробку с дифференцированным бронированием. Компоновка была классической: отделение управления спереди, боевой отсек посередине и моторно-трансмиссионное отделение сзади.
Вместо двигателей В-2 и В-2К был предложен В-2ИС номинальной мощностью 520 л.с., что было более надёжным, хотя повлекло за собой снижение удельной мощности и динамических качеств. Трансмиссия, полностью соответствовавшая танку КВ-85, включала многодисковый главный и бортовые фрикционы сухого трения, а также 10-скоростную коробку передач.
Башня заимствовалась от нового танка Объект 240 (ИС-2), куда ставилось 122-мм орудие Д-25Т, что повлекло за собой изменения в боеукладке и количестве выстрелов, но повысило огневую мощь. Рядом с пушкой был поставлен пулемёт ДТ калибра 7,62 мм, ещё один в кормовой башенной установке. На крыше ставился пулемёт ДШК калибром 12,7 мм.
Ходовая часть на один борт состояла из шести опорных катков, оснащённых внутренней амортизацией и индивидуальной торсионной подвеской; трёх поддерживающих роликов с резиновыми бандажами; передним направляющим и задним ведущим колёсами с литой ступицей и двумя 16-зубовыми венцами; гусеничной цепью из 87-90 траков шириной 700 мм и шагом 160 мм (литые траки с двумя прямоугольными окнами для зубьев ведущего колеса).
В качестве оптического и радиооборудования включались телескопический прицел ТШ-17, перископический прицел ПТ4-17 и командирский наблюдательный прибор МК-4 (аналогичные приборы имели механик-водитель и заряжающий). Танк комплектовался радиостанцией Р-9 со штыревой антенной. Экипаж КВ-122 состоял из пяти человек: механик-водитель, радист, командир, наводчик и заряжающий.

## Попытка запуска в производство
Модификация танка могла стать одной из наиболее дешёвых в советском танкостроении за счёт быстрого улучшения КВ-85. Однако для того, чтобы провести весь объём доработок, танки требовалось отзывать с фронта и отправлять на завод-изготовитель, а их прибытия пришлось бы ждать очень долго. За такую инициативу создатели могли понести очень большое наказание. Поэтому вся документация по КВ-122 вскоре после разработок была уничтожена. К тому же, в том же году появился более эффективный ИС-2, оснащённый аналогичным вооружением, более совершенной ходовой и гораздо более сильным бронированием. Бытует мнение, что танк КВ-122 участвовал в боях с финнами на Ленинградском фронте в составе 26-го, 27-го отдельных гвардейских тяжёлых танковых полков прорыва 21-й армии. На самом деле это не так. Под обозначением КВ-122 ошибочно упоминается танк ИС-122, он же ИС-2